# 米拉贝拉埃克拉诺
米拉贝拉埃克拉诺（義大利語：Mirabella Eclano），是意大利阿韦利诺省的一个市镇。总面积33.92平方公里，人口8079人，人口密度238.2人/平方公里（2009年）。ISTAT代码为064050。